# Stannocène
Le stannocène est un métallocène organostannique de formule chimique (η5-C5H5)2Sn. Il peut être obtenu avec de bons rendements à partir de cyclopentadiénure de sodium Na(C5H5) et de chlorure d'étain(II) SnCl2.
Contrairement à la plupart des métallocènes, les deux cycles cyclopentadiényle du stannocène ne sont pas parallèles. Sa structure cristalline a pu être déterminée par cristallographie aux rayons X et correspond au groupe d'espace Pbcm (no 57) du système orthorhombique avec les paramètres cristallins a = 583,5 pm, b = 2 538,5 pm, c = 1 278,5 pm et Z = 8.